# Nils Dacke

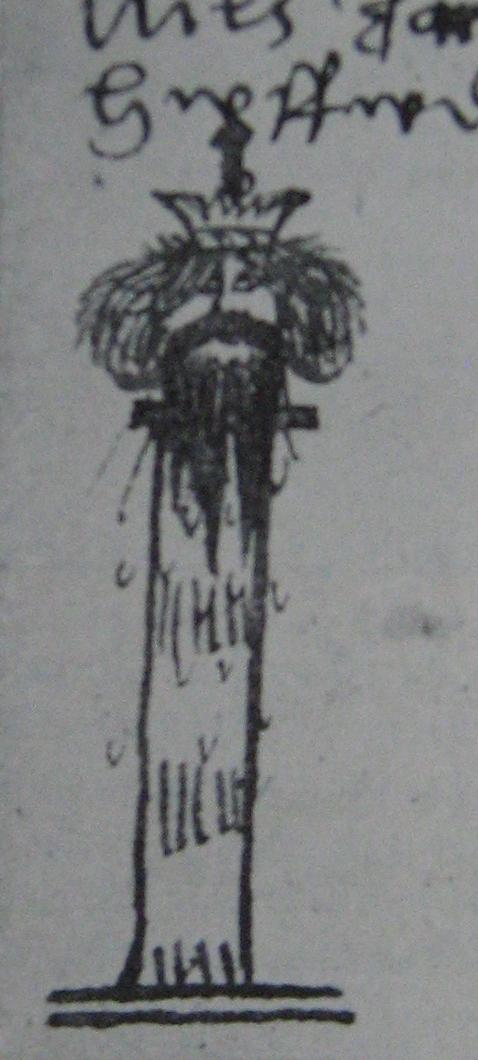
Nils Dackes avhuggna huvud, tecknat i Joen Petri Klints krönika. Där beskrivs Dackes död på följande vis:
Vtij thenne månat (augusti 1543) sende Germund Suenson på Calmare slott höffuesman förnemde Per Skriffare medh nåkra knecter wtt att sökia effter Nils Dacka honom til att fånga eller nederleggia, funno the så honom vtij en skogh heter Rödeby Schog i Blekindhe; effter att Per Skriffare wijste huar han ther hade sin röffare kulo, bleff han tem warsse och flox söckte effter honom, och icke kunde få honom leffandes fatt, sköte the honom i hiel, och förde honom dädan till Calmare, ther hans krop bleff quarterett på tijo stagell, och hans huffwudh sattes på en lagom hög ekestubba, och vppå hans huffud enn koppar crono.

Nils Dacke, född cirka 1510 i Vissefjärda socken, Småland, död i augusti 1543 på Ollatorpets äng i närheten av Flaka i Torsås, Kalmar län, var en småländsk bonde och upprorsledare.
Nils Dacke blev känd som ledare för ett bondeuppror i Småland, den så kallade Dackefejden. Nils Dacke med meningsfränder motsatte sig bland annat skattetrycket i Småland och, som katoliker, införandet av evangelisk-luthersk kristendom i området, varigenom kung Gustav Vasa konfiskerade kyrksilver och annat som de småländska bönderna under århundraden samlat ihop – allt under kungens centralmaktssträvanden i Stockholm.
Upproret slutade i nederlag. Dackes män besegrades eftersom upprorsmakarna saknade de ekonomiska resurser och det politiska inflytande som Gustav Vasa åtnjöt, och Dacke sköts av fogdens män.

## Biografi
Nils Dacke föddes sannolikt cirka 1510 i Vissefjärda socken i Småland.
Första gången Dacke påträffas i svensk historieskrivning är 1536, då han ska ha dräpt en fogde i en serie mindre oroligheter i Småland. Vid denna tid ska Dacke redan ha varit i 30-årsåldern och ha haft minst en son. Vad sonen hette är oklart. Efter detta befann han sig på flykt undan rättvisan under en längre period, innan han slutligen överlämnade sig till tinget där han dömdes att betala 200 mark i böter, en mycket stor summa vid denna tid. Med hjälp av släktingar i sin hembygd i Södra Möre härad lyckades han dock samla ihop pengarna. Han bosatte sig sedan i ett nybyggartorp vid Lyckebyån vid gränsen till Blekinge.

## Dackefejden
Några år senare dyker emellertid Dackes namn åter upp i historien. Denna gång som ledare för ett uppbåd bönder i häradet som beslutat sig för att kämpa mot den lokale fogdens övergrepp mot bönderna i trakten (enligt historikern Lars-Olof Larsson har detta första anfall klara drag av blodshämnd). Ett par månader senare befann sig Dacke i en maktposition som han inte räknat med som ledare för bönderna i Småland. Efter att ha slutit ett fredsavtal med Gustav Vasa den 8 november 1542 istället för att bege sig mot Stockholm med sina trupper, verkar det faktiskt som om Dacke försökt att uppfylla upprorets slagord, "gammelt och fornt", genom att som herre på Kronoberg återinföra gränshandeln med Danmark, återta den förreformatoriska gudstjänsten i kyrkorna, med mera.
I ett brev från kungen till allmogen beskrevs Dackes påstådda syndaregister. Han hade levat "icke som en kristen man, utan värre än en jude eller hedning":
| ” | Som först är, att han ganska okristeligen och oredeligen haver titt och ofta stått uti mordstig och ihjälskjutit mång fattig man, både bönder, borgare och hovmän, item hållit varken tingsfrid, kyrkofrid eller hemfrid utan skjutit och mördat dannemän hemma hos deras eget och på deras kyrko- och tingsvägar, likasom varken lag eller rätt här i riket varit hade. Därnäst så haver han ock belägrat två köttsliga systrar, det också emot Gud och all naturlig skäl är, med många flere skalkestycker, som långt vore förtälja. Och var han framdrager, haver han sin laggifta hustru i sängene på den ena sidan och samma sin laggifta hustrus syskonbarn på den andra sidan. Sådan kristendom och gudstjänst förer den förrädaren här i riket, så att där han eller hans sällskap kommer, där hava dannemäns hustrur och pigor ingen fred, utan de skicka sig emot dem som en hop hundar, så att det är både synd och skam att tala om. | „ |

Våren 1543 anföll kungens trupper på nytt, i brott mot den överenskomna vapenvilan, och vann en förkrossande seger när de lärt sig handskas med böndernas taktik. Enligt traditionen ska Nils Dacke ha blivit svårt sårad. Han fick båda benen genomskjutna under det avgörande slaget på isen över sjön Hjorten i Virserums socken. Hans män lyckades dock föra honom i säkerhet och han höll sig undan kungens trupper i två månader.
Dacke stupade till slut i augusti 1543 på Ollatorpets äng vid den gård han i början av upproret hade brukat, nära Flaka i Torsås, nuvarande Gullabo socken. Allt i Södra Möre härad, Kalmar län, nära dåvarande riksgränsen mot Blekinge, Danmark. Han blev skjuten av fogdens män, som ska ha letts av en av hans forna löjtnanter.
En minnessten är rest på platsen.
Hans kropp blev postumt steglad efter upproret och utplacerad i Kalmar med bland annat huvudet på en påle vid galgbacken. 
Vid budskapet om upprorsmakarens död skrev Gustav Vasa följande brev till ståthållaren i Kalmar län:  
| ” | Vi have fått ditt brev, Germund, och förnummit, att den förrädaren Däcken haver fått sin lön, ändock han fast en värre avgång förtjänt haver. Hade man kunnat få honom med livet, hade det varit mycket nyttigt för månge sakers skull. Men Vi kunne tänka, det är nu skett efter Guds vilja. Så förmane Vi dig och bjude, att du ännu yttermera låter ställa efter det sällskap, som med honom voro, och hans kona och den trollkäringen hans moder, befallandes dem du utskickar, att de icke vända igen, förrän samme sällskap är slätt utletat. Där rätta dig efter! | „ |

Enligt oklara källor lät Gustav Vasa Dackes son svälta ihjäl i fängelsecell, av rädsla för sonens symbolvärde och ett nytt uppror.
Enligt en myt ska den dödade inte ha varit Dacke själv, utan en person som liknade honom och som också blivit skjuten i båda låren. Den verkliga Dacke påstås ha flytt till Tyskland och återvänt till Sverige under Johan III:s tid, där han sedan blev förrådd, fångad och paraderad genom Stockholms gator med en kopparkrona på huvudet. Efter det påstås han ha placerats på ett hospital och dött under peståret 1580. Bland annat har Per Brahe uppgett att det långt senare uppdagades att mannen vars kropp blev steglad i Kalmar inte var den riktiga Dacke.

## Eftermäle

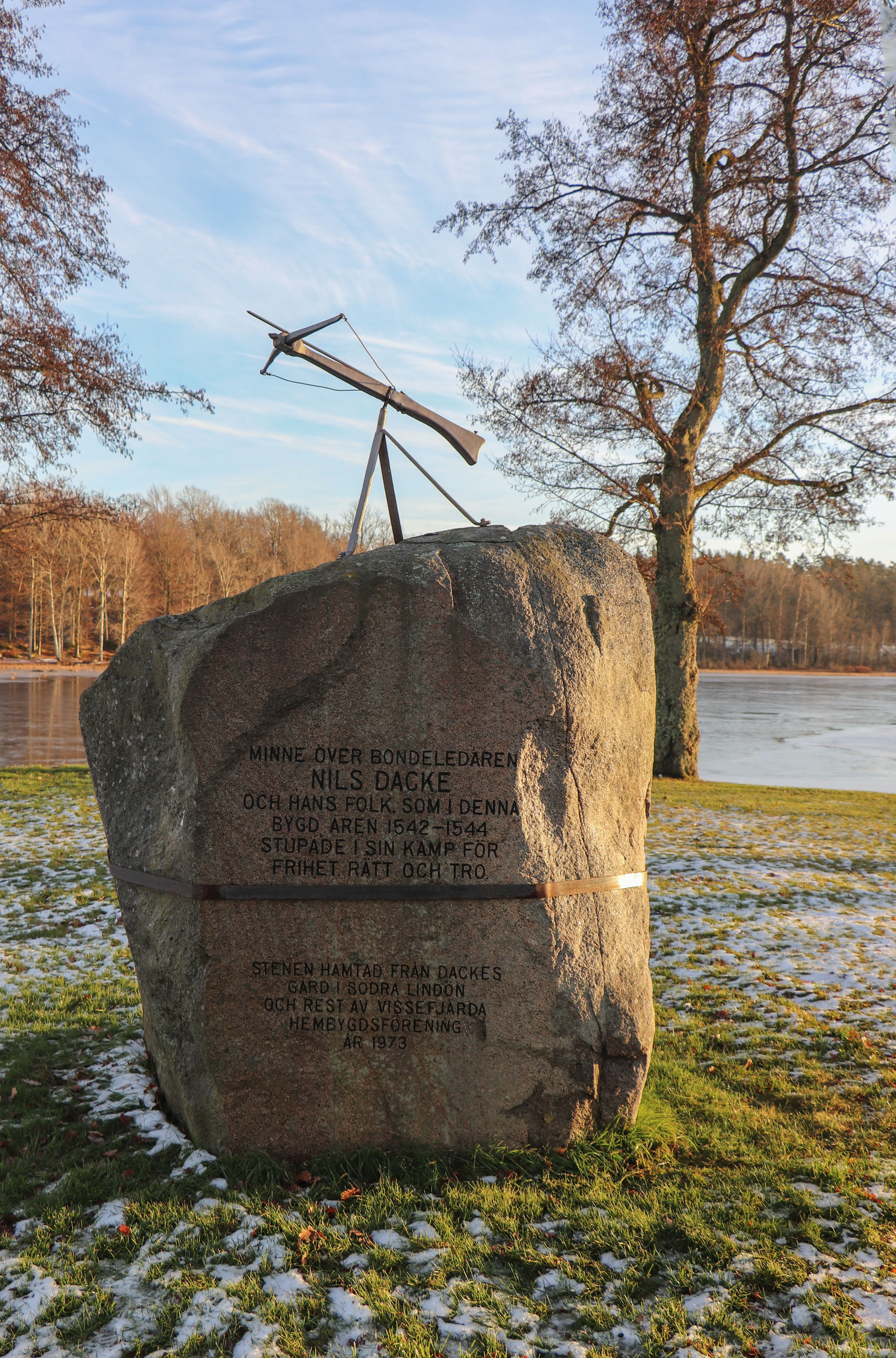
Minnessten i Vissefjärda.

I de bygder där Dackefejden ägde rum och framförallt i sydöstra Småland är Nils Dacke alltjämt ett välbekant namn. Statyer till minne av honom är resta på olika håll i Södra Möre härad och i Virserum – där ett avgörande slag under Dackfejden ägde rum i påskveckan 1543 – och på andra håll. Gator, företag, idrottsklubbar (t ex speedwayklubben Dackarna), skolor, scoutdristrikt och andra föreningar och en lång rad institutioner är uppkallade efter honom.
På hans gård Södra Lindön i Vissefjärda socken restes en minnessten över honom 1985. Inskriptionen lyder: "Här på kronogården S Lindön bodde Nils Dacke tills han sköt den råe och illa tålde fogden Inge Andersson våren 1536. De ättlingar som bott på gården har fört den muntliga traditionen vidare. Stenen restes 1985 av Harald Svensson." I Stora Flaka står en sten med orden "Nils Dacke bodde på kronotorpet Flaka 1539–1542. Han ledde böndernas kamp mot Gustav Vasas fogdevälde och förtryck 1542–1543. Stenen restes 1985 av Sven Petersson" Vid Skärvet i Stenberga socken i Jönköpings län har en sten denna text: "Nils Dacke – kyrkans och fria handelns försvarare vårdades här hos Måns Grym april–juni 1543."
Minnesmärkena och deras inskriptioner visar hur Nils Dackes namn än i dag är kopplat till småländskt frihetspatos, kritik mot den framväxande centralmakten och hur Dacke i de bygder där han verkade av många ses som en frihetsledare och martyr. Han uppfattas som en "småländsk frihetshjälte, med ett stort symbolvärde för en tidlös kamp mot centralstyrt förtryck och förmyndarskap".
Asteroiden 7217 Dacke är uppkallad efter honom.